# Ivajlovgrad
Ivajlovgrad (in bulgaro Ивайловград?) è un comune bulgaro situato nel distretto di Haskovo di 9 645 abitanti (dati 2009). La sede comunale è nella località omonima.
Nel comune si trova Villa Armira, una villa romana che conserva splendidi mosaici.

## Località
Il comune è formato dall'insieme delle seguenti località:
- Ivajlovgrad (sede comunale)
- Beli Dol
- Belopolci
- Belopoljane
- Bjalgradec
- Boturče
- Brusino
- Bubino
- Černi Rid
- Černičino
- Čučuliga
- Dolno Lukovo
- Dolnoselci
- Drabišna
- Glumovo
- Gnezdare
- Gorno Lukovo
- Gornoseldi
- Gorsko
- Gugutka
- Huhla
- Kazak
- Kamilski Dol
- Karlovsko
- Kobilino
- Kondovo
- Konnici
- Kostilkovo
- Lambuh
- Lensko
- Mandrica
- Meden Buk
- Nova Livada
- Odrinci
- Orešino
- Paškul
- Păstrook
- Planinec
- Plevun
- Pokrovan
- Popsko
- Rozino
- Sborino
- Svirači
- Siv Kladenec
- Slaveevo
- Sokolenci
- Vetruška
- Vis
- Železari
- Železino